# Sowjetarmee-Pokal 1957
Der Sowjetarmee-Pokal 1957 war die 17. Austragung des Pokalwettbewerbs im Fußball in Bulgarien. Pokalsieger wurde Titelverteidiger FD Lewski Sofia. Das Team setzte sich im Finale gegen DSO Spartak Plewen durch.

## Modus
In allen Runden wurde der Sieger in einem Spiel ermittelt. Stand es nach der regulären Spielzeit von 90 Minuten unentschieden, kam es zur Verlängerung von zweimal 15 Minuten. Falls danach immer noch kein Sieger feststand, wurde das Spiel wiederholt.

## Teilnehmer
| - Belasiza Petritsch - Botew Blagoewgrad - ASK Botew Plowdiw - Dimitar Kanew Chaskowo - Dobrudscha Tolbuchin - FD Dunaw Russe - FD Lewski Sofia - DFS Lokomotive Plowdiw - FD Lokomotive Sofia | - DFS Marek Stanke Dimitrow - Minjor Dimitrowo - Nikolaj Laskow Jambol - Panajot Wolow Kolarowgrad - Rodni Krile Sofia - Sawod Stalin Dimitrowo - FD Slawia Sofia - DFS Spartak Plewen | - DFS Spartak Plowdiw - Spartak Sofia - Spartak Warna - Tschawdar Bjala Slatina - SD Tscherno More Warna - Tschernomorski Sportisi Burgas - DSO Tscherweno sname Pawlikeni - ZDNA Sofia |

## 1. Runde
|                                | Ergebnis |                                |
| ------------------------------ | -------- | ------------------------------ |
| DFS Spartak Plewen             | 1:0      | Spartak Sofia                  |
| ASK Botew Plowdiw              | 6:2      | DSO Tscherweno sname Pawlikeni |
| Spartak Warna                  | 3:0      | DFS Spartak Plowdiw            |
| Minjor Dimitrowo               | 3:1      | Botew Blagoewgrad              |
| Tschawdar Bjala Slatina        | 1:3      | FD Slawia Sofia                |
| Tschernomorski Sportisi Burgas | 0:1      | Sawod Stalin Dimitrowo         |
| Nikolaj Laskow Jambol          | 0:2      | SD Tscherno More Warna         |
| Belasiza Petritsch             | 1:0      | Rodni Krile Sofia              |
| Dobrudscha Tolbuchin           | 00:3 1   | DFS Lokomotive Plowdiw         |

## Achtelfinale
|                           | Ergebnis  |                        |
| ------------------------- | --------- | ---------------------- |
| Spartak Warna             | 2:1       | Minjor Dimitrowo       |
| ZDNA Sofia                | 5:0       | Belasiza Petritsch     |
| FD Lewski Sofia           | 2:1       | FD Dunaw Russe         |
| DFS Marek Stanke Dimitrow | 3:5 n. V. | DFS Lokomotive Plowdiw |
| Sawod Stalin Dimitrowo    | 1:5       | SD Tscherno More Warna |
| DFS Spartak Plewen        | 1:0 n. V. | ASK Botew Plowdiw      |
| FD Slawia Sofia           | 3:1       | FD Lokomotive Sofia    |
| Panajot Wolow Kolarowgrad | 2:2 n. V. | Dimitar Kanew Chaskowo |

### Wiederholungsspiel
|                           | Ergebnis |                        |
| ------------------------- | -------- | ---------------------- |
| Panajot Wolow Kolarowgrad | 3:0      | Dimitar Kanew Chaskowo |

## Viertelfinale
|                           | Ergebnis |                    |
| ------------------------- | -------- | ------------------ |
| Panajot Wolow Kolarowgrad | 1:0      | FD Slawia Sofia    |
| SD Tscherno More Warna    | 0:1      | ZDNA Sofia         |
| DFS Lokomotive Plowdiw    | 0:1      | FD Lewski Sofia    |
| Spartak Warna             | 0:1      | DFS Spartak Plewen |

## Halbfinale
|                    | Ergebnis  |                           |
| ------------------ | --------- | ------------------------- |
| FD Lewski Sofia    | 2:0 n. V. | ZDNA Sofia                |
| DFS Spartak Plewen | 6:1       | Panajot Wolow Kolarowgrad |

## Finale
| Paarung            | FD Lewski Sofia – DFS Spartak Plewen |
| Ergebnis           | 2:1 (2:1) |
| Datum              | 7. November 1957 |
| Stadion            | Wassil-Lewski-Stadion, Sofia |
| Zuschauer          | 28.000 |
| Schiedsrichter     | Martin Macko ( Tschechoslowakei) |
| Tore               | 1:0 Aleksandar Kostow (15.) 1:1 Dimitar Borisow (21.) 2:1 Dimitar Jordanow (33.) |
| FD Lewski Sofia    | Iwan Derwenzki – Petar Dontschew, Jontscho Arsow, Boris Apostolow – Iwan Georgiew, Dimitar Dimitrow, Stefan Abadschiew, Kiril Aleksandrow, Dimitar Jordanow, Christo Iliew, Aleksandar Kostow Cheftrainer: Georgi Patschedschiew |
| DFS Spartak Plewen | Nikola Partschanow – Nedjalko Bojew , Pascho Dimitrow, Stefan Zolowski, Boris Georgiew – Matej Warbanow, Stojan Sdrawkow, Swetoslaw Ignatow – Iskar Petrow, Nikolaj Ankow, Dimitar Borisow Cheftrainer: Konstantin Gospodinow    |